# Perspective d'Heinola
La perspective d'Heinola (finnois : Heinolan perspektiivi) ou parc du gouverneur (finnois : Maaherranpuisto) est une esplanade construite à la fin du XIXe siècle à Heinola en Finlande,.

## Présentation
Le parc Maaherranpuisto, situé entre les rues Maaherrankatu et Kymenkartanonkatu
s'étend par l'actuel parc thermal d'Heinola au sud-ouest et par la zone du séminaire d'Heinola au nord-ouest.
Il a une superficie de 2,04 hectares.
Le parc a retrouvé son aspect d'origine lors de la restauration de 1989-1990, lorsqu'il a retrouvé ses allées et ses rangées de bouleaux d'origine.
Le long de Puistokatu (aujourd'hui Maaherrankatu), l'une des maisons de la fin du XVIIIe siècle, construite sur des parcelles réservées aux fonctionnaires de l'administration du comté, a survécu la maison du chef de la police Aschan avec ses jardins.
Le parc Maaherranpuisto est relié au parc Kylpyläpuisto, au parc Rantapuisto et au port d'Heinola, établis à la fin du XIXe siècle sur les rives du Jyrängönvirta.
Les anciennes maisons en bois du jardin de l'ancien gouverneur, dont la plus ancienne date des années 1830, ont été conservées dans le parc Rantapuisto.
Des maisons en bois occupées par le musée municipal, le musée d'art et la Maison du chef de la police Aschan sont situées le long de Kauppakatu, juste à côté du parc.
Le parc est classé par le museovirasto parmi les sites culturels construits d'intérêt national en Finlande.